# Panki (gemeente)
De gemeente Panki is een landgemeente in het Poolse woiwodschap Silezië, in powiat Kłobucki.
De zetel van de gemeente is in Panki.
In 2006 telde de gemeente 4987 inwoners.

## Oppervlakte gegevens
In 2002 bedroeg de totale oppervlakte van gemeente Panki 55,03 km², waarvan:
- agrarisch gebied: 59%
- bossen: 33%

De gemeente beslaat 6,19% van de totale oppervlakte van de powiat.

## Demografie
Stand op 30 juni 2004:
| Omschrijving                   | Totaal | Totaal | Vrouwen | Vrouwen | Mannen | Mannen |
| ------------------------------ | ------ | ------ | ------- | ------- | ------ | ------ |
| eenheid                        | aantal | %      | aantal  | %       | aantal | %      |
| inwoners                       | 4989   | 100    | 2502    | 50,2    | 2487   | 49,8   |
| bevolkingsdichtheid (inw./km²) | 90,7   | 90,7   | 45,5    | 45,5    | 45,2   | 45,2   |

In 2002 bedroeg het gemiddelde inkomen per inwoner 1249,01 zł.

## Aangrenzende gemeenten
Krzepice, Opatów, Przystajń, Wręczyca Wielka